# Estadio Defensores del Chaco
Estadio Defensores del Chaco är en multifunktionsarena i Asunción i Paraguay med en publikkapacitet på 42 354 åskådare. Arenan invigdes den 1917, och ägs av det paraguayanska fotbollsförbundet (APF) som nyttjar arenan för de olika paraguayanska fotbollslandslagen.
Arenan hette ursprungligen Estadio de la Liga under perioden 1917–1939. Under en kort tid efter Uruguays vinst i OS 1924 hette arenan Estadio Uruguay. Man bytte namn till Estadio de Puerto Sajonia och den hade detta namn fram till att fotbollsförbundet bytte namn till Estadio Defensores del Chaco 1974. Namnet Defensores del Chaco är en hyllning till de stupade i Chacokriget som pågick 1932–1935 mellan Bolivia och Paraguay.